# 884 Trier
884 Trier war ein privater rheinland-pfälzischer Radiosender, der vom 3. Januar 2010 bis zur Übernahme von Cityradio Trier am 13. November 2010 auf den ehemaligen Frequenzen von Antenne West sendete. Veranstalter war die Lokalradio RLP GmbH.

## Geschichte
Um erhebliche Nachteile für weitere Lokalsender in Rheinland-Pfalz abzuwenden, ist bis zur Vergabe einer neuen Lizenz der Sendebetrieb als sogenanntes Übergangsprogramm durch die Landeszentrale für Medien und Kommunikation (LMK) Rheinland-Pfalz „geduldet“. Diese Übergangsregelung wird durch die Lokalradio RLP GmbH gewährleistet. Das Programm ist in der Region Trier via UKW zu empfangen.
Am 21. Dezember 2009 teilte die Landeszentrale für Medien und Kommunikation (LMK) mit, dass ab dem 3. Januar 2010 die über die ehemals von Antenne West genutzten Frequenzen 88,4 MHz Trier, 94,7 MHz Wittlich und 87,8 MHz Welschbillig vorläufig ein unmoderiertes Musikprogramm im „Adult Contemporary“-Format (AC) gesendet wird. Es wird in der Zeit von Montag bis Freitag von 6.00 Uhr bis 18.00 Uhr stündlich Nachrichten und zur halben Stunde tagesaktuell produzierte lokale Informationen mit einer Länge von 1,5 bis 3 Minuten enthalten. 884 Trier ist damit in der Stadt Trier und dem Umland zu empfangen.
Die Landeszentrale für Medien und Kommunikation (LMK) Rheinland-Pfalz hat sich zu dieser befristeten Übergangsmaßnahme entschlossen, da anderenfalls erhebliche Nachteile auf die rheinland-pfälzischen Lokalsender insgesamt zugekommen wären. Die Ausstrahlung in Trier ist Bestandteil einer Senderkombination. Für die nationale Werbung bei Ausfall eines Teils der Werbeleistung durch Wegfall von Sendern besteht die Gefahr, dass die Vermarktung auch der anderen Sender Schaden nimmt.
In ihrer Sitzung vom 21. Juni 2010 vergab die LMK die Sendefrequenzen an The Radio Group. Am 13. November 2010 nahm deren Sender Cityradio Trier den Betrieb auf diesen Frequenzen auf.